# Saint Jean d'Écosse de Marseille
Pour les articles homonymes, voir Saint Jean d'Écosse.
Saint-Jean d’Écosse de Marseille  est une loge maçonnique qui recrutait au XVIIIe siècle dans le milieu du grand négoce. Elle rayonna sur l’ensemble du bassin méditerranéen et créa de nombreuses loges filles jusque dans les colonies françaises. Souvent appelée « Mère loge écossaise de Marseille », elle eut des ambitions européennes et n’hésita pas à affirmer son indépendance face à l'obédience maçonnique nationale (Grand Orient de France).

## Les sources documentaires
L'étude de la loge Saint Jean d'Écosse de Marseille a longtemps été entravée par le manque de sources primaires. En effet cette loge ayant toujours souhaité maintenir son indépendance vis-à-vis de la première Grande Loge de France qui devient en 1783 le Grand Orient de France, ceux-ci n'ont pas été dépositaires de ses archives. Elle a cependant été éclairée au cours des dernières années par la découverte ou la redécouverte de nombreux documents émanant d'autres loges, notamment situées hors de France, avec lesquelles elle était en correspondance. D'autre part, le retour des « archives russes » a également permis de relancer les recherches.

## Contexte économique et social
Au XVIIIe siècle, Marseille est l'un des principaux ports cosmopolites du monde. On y trouve de nombreux négociants étrangers, concurrents des génois, en particulier suisses, allemands, danois ou hollandais. Marseille ne participe pas au « commerce triangulaire », mais joue un rôle central dans l'approvisionnement de l'Europe continentale en sucre et en café.
Son dynamisme suscite d'importants flux migratoires. Dans ce contexte, l'intégration des négociants étrangers, et notamment suisses et allemands, passe souvent par l'appartenance à la franc-maçonnerie locale, dans laquelle la loge Saint-Jean d'Écosse est à la fois la plus prestigieuse et la plus ambitieuse. On y rencontre les hommes les plus importants de la Chambre de commerce et son temple, situé à l’angle de la rue Crudère et de l’actuel cours Julien est renommé pour être à l'époque l'un des plus richement décorés au monde,.

## La légende de la patente écossaise
Comme d'autres loges françaises de l'époque, Saint Jean d'Écosse prétendait au prestige d'avoir été fondée non par une source anglaise ou continentale, mais par une patente qui aurait été apportée directement d'Écosse par un aristocrate jacobite, en l'occurrence un certain « Duvalmon », « de Valmont » ou « de Valuon », le 17 juin 1751 à son premier vénérable, un certain Alexandre Routier.
Routier céda sa patente à sa loge le 17 mai 1762, ce qui lui permit de prendre le titre de « Mère Loge Écossaise de Marseille » et de constituer de nombreuses loges filles en Provence d’abord, puis dans le Levant et dans les Colonies.
Toutefois, la loge ne fut jamais en mesure de présenter la patente originale, mais uniquement des copies dont la plus ancienne datait de 1784. De plus, il fut par la suite démontré que les archives de la Grande Loge d'Édimbourg ne contenaient aucun trace de cette supposée patente. Les historiens pensent donc aujourd'hui que cette origine doit être regardée comme légendaire et qu'elle fut particulièrement mise en avant à partir de 1784 dans le but de revendiquer une origine indépendante de nature à justifier son refus de se soumettre à l'autorité du Grand Orient de France.

## Un recrutement élitiste ouvert aux étrangers
Saint Jean d'Écosse est une loge élitiste qui recrute principalement dans le monde du grand négoce. De nombreux étrangers, en particulier des négociants protestants y sont admis, mais les postes principaux de la loge restent toujours dévolus aux notables marseillais de la Chambre de commerce. Plusieurs membres de la loge appartiennent à l'Académie des Belles-lettres et de nombreux autres sont membres des académies d'architecture, de peinture ou de musique de la ville. Elle interdit à ses membres de visiter les autres loges marseillaises.
À la veille de la Révolution française, elle compte 207 membres, soit environ le tiers de l’effectif total des maçons marseillais.

## Une puissance maçonnique autonome
Dès 1763, la liste des loges en correspondance avec Saint Jean d'Écosse fait apparaître, à côté des villes françaises (Aix-en-Provence, Lille, Lyon, Metz, Montpellier, Nancy, Nîmes, Reims, Rouen, Sedan, Sète, Strasbourg, Toulouse, Saint-Pierre (Martinique)), des correspondances ou fondations de loges filles situées dans des villes étrangères commercialement stratégiques:
- « Saint Jean d'Écosse de la discrète impériale » à Alost,
- « Les trois mortiers du duché de Savoie » à Chambery,
- « Saint Jean d'Écosse du secret et de l'harmonie » à Malte,
- « Saint Jean d'Écosse » à Palerme,
- « Saint Jean d’Écosse des vrais amis reunis » à Gênes,
- « Saint Jean d’Écosse de la parfaite union » à Constantinople,
- « Saint Jean d’Écosse de l'amitié » à Salonique,
- « Saint Jean d’Écosse des nations réunis » à Smyrne.

Par la suite, ce mouvement ne fera que s'amplifier, principalement à travers le bassin méditerranéen. Palerme et Malte en particulier, sont des relais commerciaux de première importance en Méditerranée. On remarque en 1784, parmi les membres de « Saint Jean d'Écosse de Malte », la présence aux côtés d'assez nombreux protestants de deux catholiques éminents, membres de l'Ordre de Saint-Jean de Jérusalem, en la personne d'un commandeur (de Vilhena) et d'un abbé (Grosson). D'autres loges sont fondées, en particulier dans les Échelles du Levant, tissant un réseau de solidarités étroites y compris avec des villes où il n'y avait pas de loge maçonnique mais où résidaient des négociants initiés par la loge marseillaise.

## Les hauts grades
Le succès de la loge est renforcé par le succès des hauts grades maçonniques qu'elle transmet et dont elle sait user pour renforcer son influence. Ainsi en 1766, la loge l'Amitié de Bordeaux lui demande des « Constitutions de grades écossais » et se heurte à un refus poli (« nous n’avons le pouvoir de transmettre ce sublime grade qu’aux loges que nous constituons »).
Ces hauts grades, conférés un à deux ans après les trois premiers, sont d'abord au nombre de quatre: « maître parfait », « maître élu », « écossais » et « chevalier d’Orient ». S'y ajoutera par la suite un grade de « Rose-Croix ».

## Période révolutionnaire et Empire
La loge est contrainte de suspendre ses travaux en 1794. cinq de ses membres, dont deux anciens vénérables, seront exécutés, un se noiera en mer en fuyant, d'autres seront contraints à l'exil. Elle ne pourra reprendre son activité qu'en 1801. À cette époque, la situation de Marseille a changé. Le port est ruiné du fait du blocus continental. Le recrutement se tourne vers les cadres de l'Empire et atteint le chiffre record de 400 membres. La loge s'effondrera à la chute de l'Empire et ne s'en relèvera pas.

## XXIesiècle
En novembre 2011, la Grande Loge de France fonde une nouvelle loge qui reprend le nom de Saint-Jean d'Écosse.